# CTV Speciality Television
CTV Speciality Television, anciennement Labatt Communications puis NetStar Communications, est une division spécialisée dans les programmes sportifs et découvertes du groupe canadien CTVglobemedia acheté en 2010 par Bell Canada et renommé Bell Media.

## Historique
En 1995 en raison du rachat de la division spiritueux de Labatt par Interbrew, la division média Labatt Communications Inc est achetée par un groupe d'investisseurs : ESPN, Stephen Bronfman, Caisse de dépôt et placement du Québec, Reitmans, et des anciens directeurs, puis la société est renommée NetStar Communications. Reitmans indique avoir investi en juillet 1995, 37 millions d'USD pour acheter 21 % du capital de Labatt Communications.
Le 9 octobre 1998 lance CTV Sportsnet afin de refléter le nom Fox Sports Net aux États-Unis, chaîne détenue à 40 % par CTV et 20 % pour chacun des autres partenaires Rogers Communications, Molson et Fox. La chaîne est en réalité découpée en 4 canaux régionaux distribués en mode analogique par câble dans leur zone attribuée.
Le 5 mars 1999, Reitmans se désengage de CTV et obtient 90,4 millions d'USD par la vente de sa participation. Début 1999, CTV Globemedia annonce une OPA amicale sur NetStar Communications, acceptée par les investisseurs et validée par le Conseil de la radiodiffusion et des télécommunications canadiennes, le 24 mars 2000. CTV rachète les 68,46 % de NetStar non détenu par ESPN qui réduit sa participation de 31,54 % à 20 %. D'un autre côté, le CRTC ordonne alors à CTV de se départir soit de TSN ou de Sportsnet. Étant donné que seul Rogers était intéressé pour acheter le réseau Sportsnet, ce dernier devient Rogers Sportsnet en 2001. 
Le 31 mai 2002, CTV annonce le renommage de NetStar Communications, dont ESPN détient 20 %, en CTV Specialty Television.
Le 10 septembre 2010, Bell Canada achète le groupe CTVglobemedia et le renomme Bell Média.
Le 3 octobre 2022, Bell Media détient 70% et ESPN détient 30 %

## Chaînes

### Chaînes sportives
- ESPN Classic (Canada)
- NHL Network : Consortium de la LNH (58 %), CTV Speciality Television Inc. (21,42 %), Insight Sports Ltd. (20,58 %)
- Réseau des sports (RDS)
- RDS2
- RDS Info ex-Réseaux Info-Sports (RIS)
- The Sports Network (TSN)
- TSN2

### Autres
- Animal Planet
- Discovery Channel
- Discovery Science
- Discovery World HD
- Viewers Choice